# 本山五坑

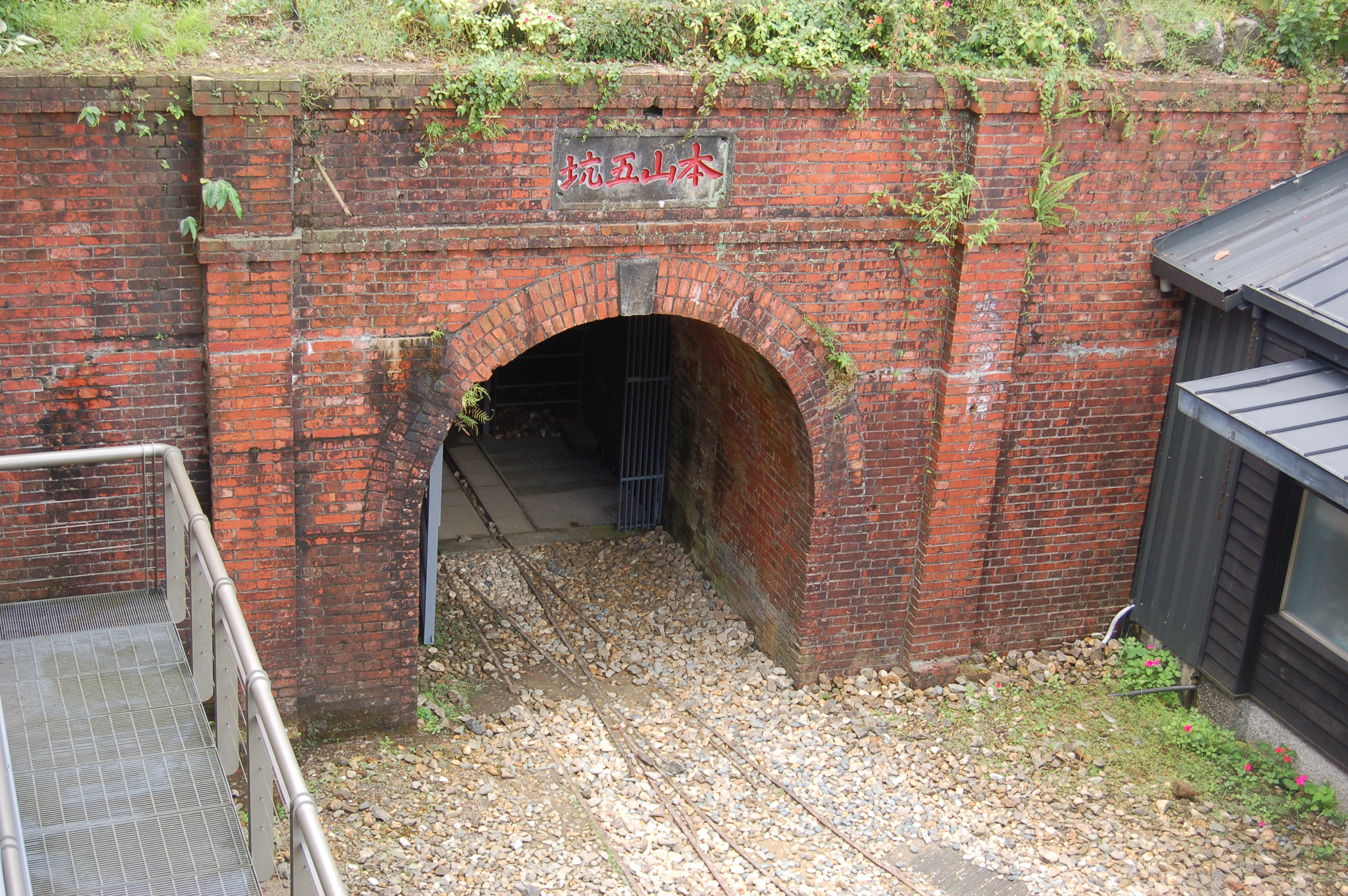
本山五坑入口

本山五坑，位於台灣新北市瑞芳區金瓜石的礦坑，為本山礦場中保存完善的坑道，停止開採後轉作為新北市立黃金博物館之主題設施。

## 簡介

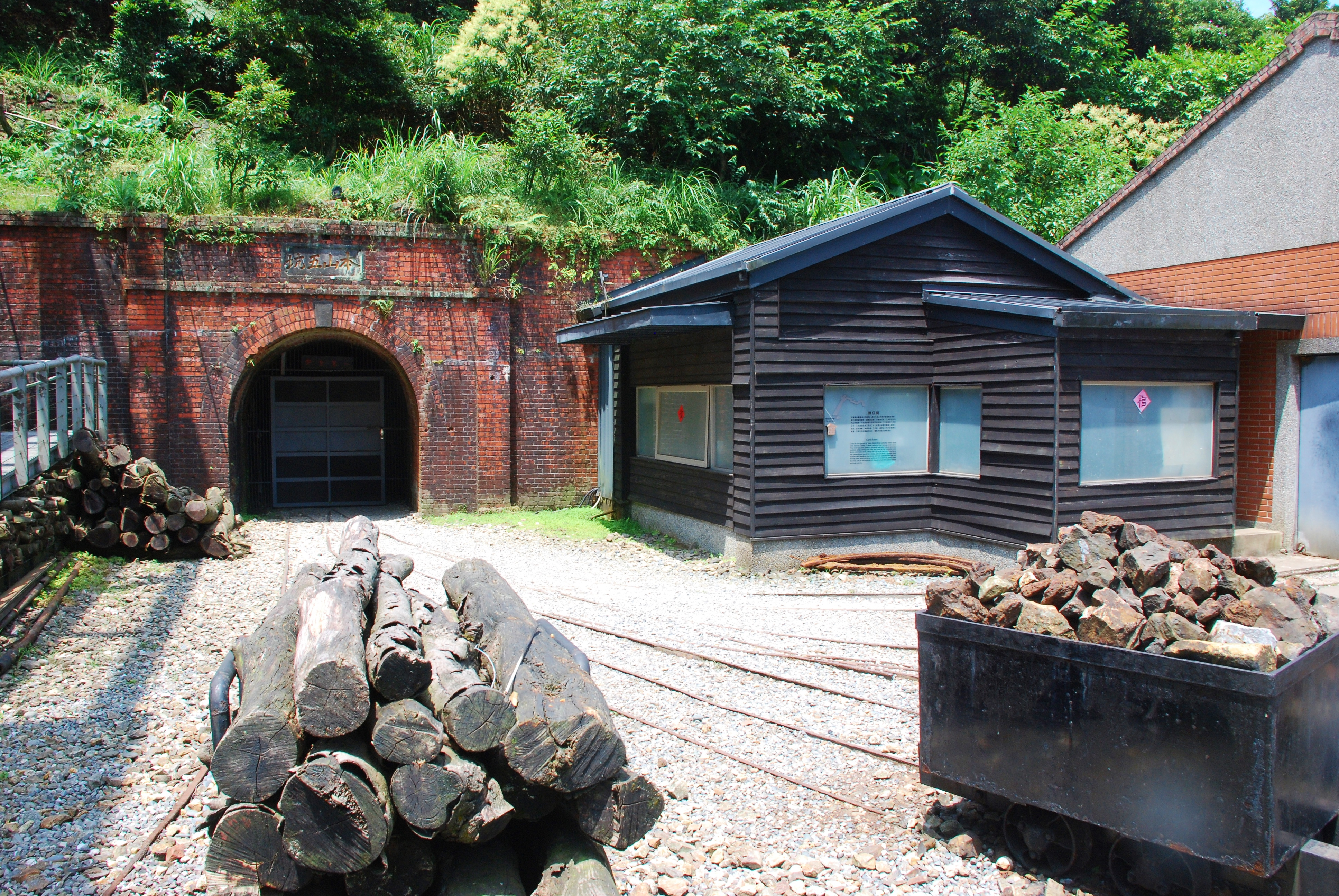
坑道口與前方鐵道

本山五坑位於本山山腰處，海拔約295公尺，中段坑黏土脈的白色黏土，不含硫化鐵，含金量較少，無經濟價值。坑口前方設有輕便車道，為採礦時期重要運輸工具，往西經基隆山可達九份。
1972年金瓜石地區停止開採金礦，並逐一撤收封閉礦坑，本山五坑採礦使用的壓風機、礦車頭、盥洗間、運礦索道等必要設備，被原地荒廢。 2004年規劃為新北市黃金博物園區（現為新北市立黃金博物館）之主題體驗設施，在原本本山五坑入口平坑坑道進入70公尺後，往右上方挖掘長約110公尺的新坑道，搭配聲光、模型、礦車、礦石等設計，成為體驗採礦工在漆黑坑道中工作的情境展示。

## 礦坑體驗

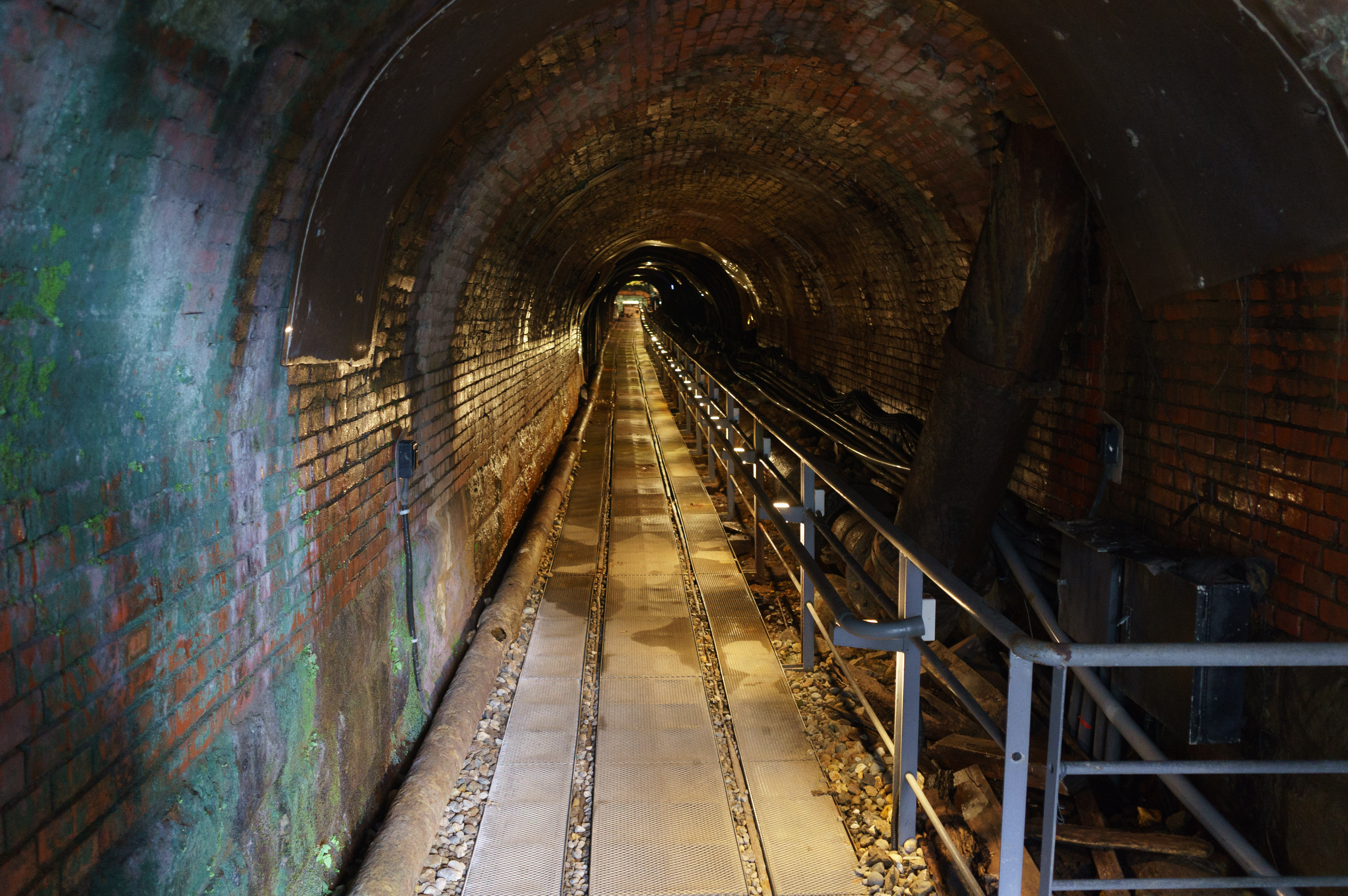
坑道內部

礦業遺產的保存提供了當代觀察、認識昔日礦業運作的媒介，新北市立黃金博物館將舊坑道、運礦設備、通風設備等有形礦業遺產與礦工採礦作業流程之無形礦業遺產相結合，設計規劃為採礦工工作情境體驗。
坑道內的語音導覽設備為感應式播放，內容為一位資深老礦工與新上工的年輕採礦工的對話，搭配坑道內的模型、聲光展示，逐一介紹採礦作業程序，例如爆破前置、裝藥爆破、採集金礦、搬運出坑，以及礦工休息情境。坑道內的潮濕、低照明、柴油金屬木材等混合氣味、岩壁質感提供參觀者真實的環境感受。出坑時，現場服務人員引導參觀民眾歸還安全帽，同時說明過往採礦工出坑時需搜身的檢查流程。